# Chuột NSG
Chuột NSG (ký hiệu: NOD scid gamma mouse) là dòng chuột thương hiệu của những con chuột thí nghiệm về sự suy giảm miễn dịch cơ thể được phát triển và tiếp thị bởi Phòng thí nghiệm Jackson với mã hiệu NOD.Cg-PrkdcscidIl2rgtm1Wjl/SzJl. Những con chuột mang nhãn hiệu NSG nằm trong số những con chuột bị suy giảm miễn dịch nhất được mô tả cho đến nay. 

## Đặc điểm
Chuột mang nhãn hiệu NSG thiếu tế bào T trưởng thành, tế bào B và tế bào tự nhiên (NK). Các con chuột mang nhãn hiệu NSG cũng thiếu các đường dẫn dẫn tín hiệu cytokine, và chúng có nhiều khuyết tật trong miễn dịch bẩm sinh. Sự suy giảm miễn dịch hợp chất trong chuột mang nhãn hiệu NSG cho phép kết hợp một loạt các tế bào người lớn và cho phép mô hình hóa phức tạp của nhiều lĩnh vực sinh học và bệnh tật ở người. Các con chuột mang nhãn hiệu NSG đã được phát triển trong phòng thí nghiệm của Tiến sĩ Leonard Shultz tại Phòng thí nghiệm Jackson. Phòng thí nghiệm Jackson là chủ sở hữu của thương hiệu NSG.
Nền tảng di truyền, xuất phát từ chuột NOD (NOD/ShiLtJ), góp phần giảm sự miễn dịch bẩm sinh bao gồm một hệ thống bổ sung hemolytic không có tại chỗ, chức năng tế bào đuôi giảm và hoạt động đại thực bào khiếm khuyết. Nền tảng của NOD/ShiLtJ cũng đóng góp một allele của gen Sirpa làm cho hốc tủy xương rất thích hợp với sự hình thành của các tế bào gốc tạo máu của con người. Prkdcscid mutationa, thường được gọi là "scid" hoặc "suy giảm miễn dịch kết hợp trầm trọng", chủ yếu là loại trừ khả năng miễn dịch thích nghi.
Prkdcscid là một đột biến mất chức năng trong homologous của con chuột của gen PRKDC ở người, mã hóa một protein giải quyết sự phá vỡ sợi DNA xảy ra trong quá trình tái tổ hợp V (D) J trong việc phát triển tế bào lympho T và B. Chuột đồng hợp tử cho đột biến đã làm giảm nghiêm trọng số lượng tế bào T và B trưởng thành. Sự xâm nhập kiểu hình của Prkdcscid khác nhau giữa các dòng lai, nhưng đột biến này có hiệu quả nhất trong việc loại trừ khả năng miễn dịch thích ứng trên nền di truyền của NOD. Đáng chú ý, sự vắng mặt của IL2Rγ ngăn chặn sự khác biệt của tế bào NK, và do đó loại bỏ một trở ngại lớn ngăn cản sự kết hợp hiệu quả của các tế bào con người sơ cấp.

## Ứng dụng
Các ứng dụng nghiên cứu của NSG bao gồm: Các phế nang khối u phổi nguyên phát của người để bảo vệ môi trường vi thể khối u trong suốt quá trình ghép dài. Mô hình được nhân rộng để đánh giá liệu pháp chữa ung thư có thể chữa được. Các mô hình bệnh bạch cầu cấp tính hoặc mãn tính được xác lập bằng cách sử dụng tế bào ung thư được thu thập từ bệnh nhân.
Một đơn vị nền tảng rất nhạy cảm để nghiên cứu biểu mô và tế bào gốc ung thư. Thiết lập một hệ thống miễn dịch có chức năng, từ các tế bào gốc tạo máu của con người được chế tạo và các tế bào tiền thân. Các mô hình được nhân bản hóa để nghiên cứu các bệnh truyền nhiễm đặc thù của con người như HIV, Epstein Barr, sốt rét, và sốt xuất huyết Dengue, hỗ trợ thử nghiệm các liệu pháp mới. Nghiên cứu việc cai ghép alloplft sau khi điều trị cấy ghép tịnh tụ tuyến tụy cho bệnh đái tháo đường týp 1.